# Jovino
Jovino (em latim: Jovinus) foi um senador romano gaulês que reclamou para si o título de imperador entre 411 e 413.

## História
Logo após a derrota do usurpador romano conhecido como Constantino III (r. 407–411), Jovino foi proclamado imperador em Mogoncíaco em 411, uma marionete apoiada pelo rei dos burgúndios, Guntário, e pelo rei dos alanos, Goar (r. 406–anos 440). Jovino manteve sua posição na Gália por dois anos, tempo suficiente para emitir moedas com sua efígie vestindo o diadema imperial. Ele foi apoiado por diversos nobres galo-romanos que tinham sobrevivido à derrota de Constantino.
Sob o pretexto da autoridade imperial de Jovino, Guntário e seus burgúndios se estabeleceram na margem esquerda do Reno (o lado romano), entre os rios Lauter e Nahe. Ali, eles fundaram um reino que tinha o antigo assentamento gaulês romanizado de Borbetômago (Worms) como capital.
O fim de Jovino chegou após os visigodos sob Ataulfo (r. 410–415) terem deixado a Itália (aconselhados por Prisco Átalo), ostensivamente para juntar-se a ele, levando consigo como reféns o próprio Átalo e Gala Placídia (r. 421), a meia-irmã de Honório. Então Ataulfo atacou e assassinou o general Saro, que tinha vindo para apoiar Jovino. Este, ofendido, não consultou Ataulfo antes de elevar o irmão dele, Sebastiano, a co-imperador. Insultado, Ataulfo aliou seus visigodos com o imperador Honório e eles derrotaram as tropas de Jovino. Sebastiano foi imediatamente executado. Jovino fugiu para salvar a vida, mas foi cercado e capturado em Valência (Valence, França) e levado à Narbona, onde Póstumo Dardano, o prefeito pretoriano (governador) da Gália, que tinha se mantido fiel à Honório, o executou. As cabeças de Jovino e Sebastiano foram depois enviadas à Honório e penduradas nas muralhas de Ravena (depois foram enviadas à Cartago, onde ficaram em exposição juntamente com as cabeças de outros quatro usurpadores).